# August Weiler
August Weiler (* 25. Juli 1914 in Püttlingen; † 5. November 2007 in Oberwesel) war ein deutscher Landrat des Landkreises Sankt Goar (1956 bis 1969).

## Leben

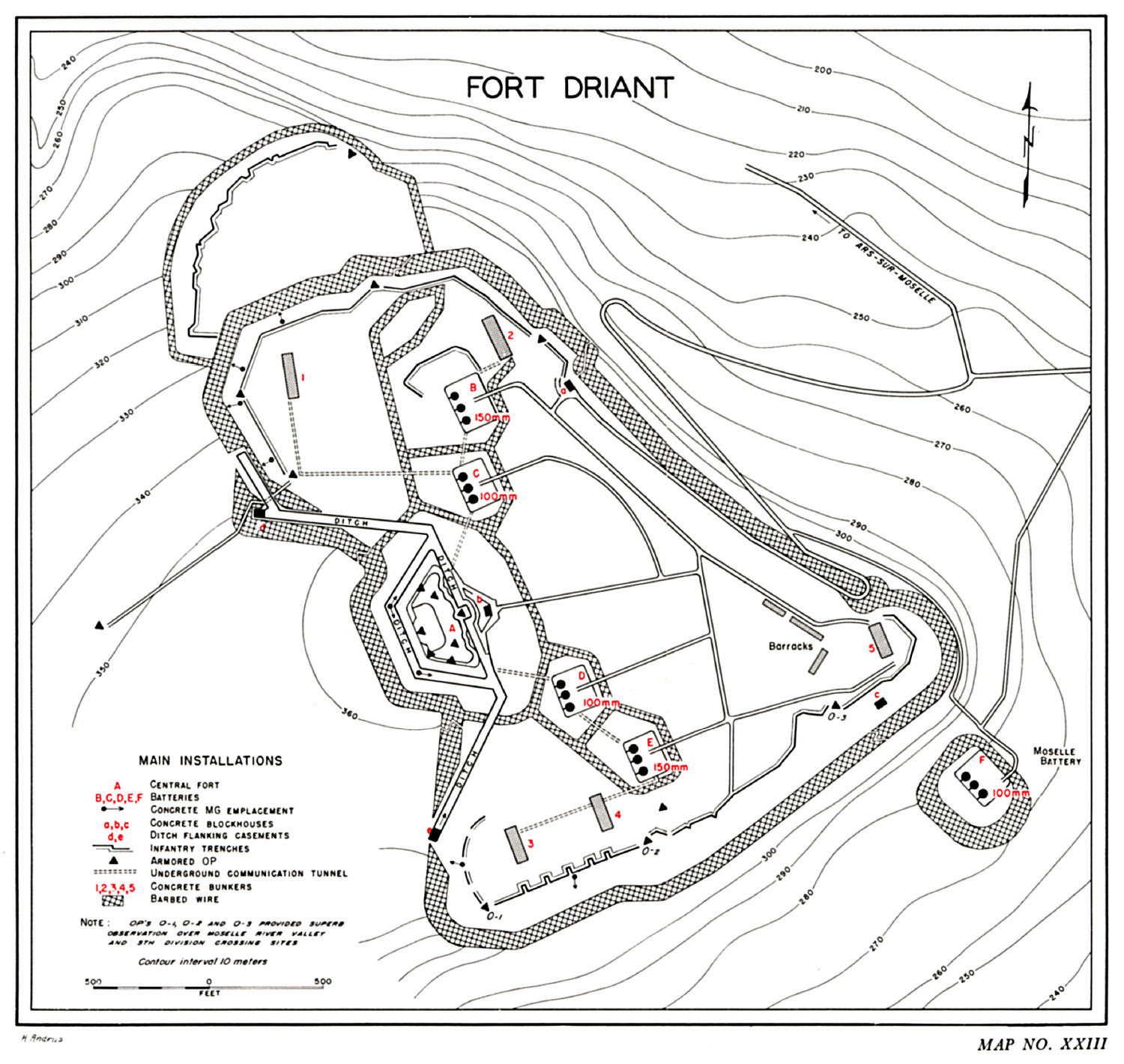
Plan der Feste Kronprinz (Fort Driant)

August Weiler wurde 1935 in das Infanterie-Regiment 57 in Siegen einberufen, wo er nacheinander Fahnenjunker (1935), Fähnrich (1936), Oberfähnrich (1937), Leutnant (1938), Oberleutnant (1940) und zuletzt Hauptmann (1943) wurde. Ab September 1944 war er Inspektionschef an der Fahnenjunkerschule in Metz. Im Anschluss wurde er Kommandant der Feste Kronprinz (Fort Driant) bei Metz. Am 24. November 1944 geriet er in US-amerikanische-Kriegsgefangenschaft, kam zuerst nach England und dann in die USA. Nach seiner Entlassung im März 1946 absolvierte er in Köln ein Jura-Studium. 1951 zum Dr. iur. promoviert, wurde Weiler nachfolgend Beamter in Rheinland-Pfalz und schließlich von 1959 bis 1969 Landrat des Landkreises Sankt Goar. Während seiner Amtszeit entstand in Boppard eine Handelsschule. Gemeinsam mit dem Bopparder Bürgermeister Alexander Stollenwerk betrieb er die Errichtung des 1964 eröffneten Goethe-Instituts in Boppard. Ferner war er Initiator der „Rheingoldstraße“ sowie Befürworter der Bildung eines Mittelrheinkreises aus den Kreisen Sankt Goar und dem Loreleykreis. Nach der Auflösung des Landkreises Sankt Goar am 7. Juni 1969 infolge der Gebietsreformen in Rheinland-Pfalz wurde Weiler am 27. Juni 1969 Präsident des Landessozialamtes in Mainz, wo er zum 31. Dezember 1979 in den Ruhestand trat.

## Schriften
- Die nachteiligen Rechtsfolgen der Kenntnis von dem Mangel des rechtlichen Grundes in § 819 I BGB bei Geschäftsunfähigen und beschränkt Geschäftsfähigen. Zugleich ein Beitrag zum Begriff der Kenntnis und des Kennenmüssens, Köln, Rechtswissenschaftliche F., Dissertation vom 3. März 1951. OCLC 1070531983
- Die Bündnisse der Grafen von Katzenelnbogen (Rheinfels/St. Goar) mit der reichsfreien Stadt Oberwesel, Hansenblatt, Jahrgang 53, Heft 41, St. Goar 1988, S. 119–127.
- Der älteste Grabstein eines Ritters von Schönburg entdeckt, Rhein-Hunsrück-Kalender 52, 1996, S. 112–116.
- Die Reichsritter von Schönburg zu Oberwesel und ihre Beziehungen zum kurpfälzischen Oberamt Bacharach, Bacharach und die Geschichte der Viertälerorte Bacharach, Steeg, Diebach und Manubach, Hrsg. Friedrich-Ludwig Wagner, Bacharach, 1996, S. 109–114.

## Auszeichnungen und Ehrungen
- Eisernes Kreuz I. Klasse
- Eisernes Kreuz II. Klasse
- Infanterie-Sturmabzeichen in Silber
- 19. Oktober 1944: Nennung im Wehrmachtsbericht
- 16. November 1944: Kriegsverdienstkreuz II. Klasse (Ritterkreuz)[2]